# Juan Trujillo Domínguez
Juan Trujillo Domínguez, né le 29 juin 1913 à Las Palmas (îles Canaries, Espagne) et mort le 23 avril 1979 dans la même ville, est un footballeur espagnol qui jouait au poste de milieu de terrain dans les années 1930 et 1940.

## Biographie
Juan Trujillo commence à jouer avec Marino et Gran Canaria.
En 1933, il est recruté par le FC Barcelone. Il débute en match officiel le 18 février 1934 face au Racing de Santander lors de la 16e journée de championnat. Avec le Barça, il joue neuf matches en championnat d'Espagne et deux en Coupe d'Espagne. Il joue aussi 37 matches non officiels. 
En 1935, il est recruté par le Girona FC, où il reste jusqu'en 1941. En 1941, il rejoint le Real Betis.
En 1942, il joue avec le Real Murcie. Puis, en 1943, il rejoint le CD Castellón.
En 1944, il rejoint le CE Constancia. Il joue une dernière saison (1945-1946) avec l'Unión Marina.

## Palmarès
Avec le FC Barcelone :
- Champion de Catalogne en 1935